# Джово
Джо́во (итал. Giovo) — коммуна в Италии, располагается в области Трентино-Альто-Адидже, подчиняется административному центру Тренто.
Население коммуны, на 01.01.2023 года, составляло 2538 человек, плотность населения ─ 121,94 чел./км². Коммуна занимает площадь 20,81 км². Почтовый индекс — 38030. Телефонный код — 0461.
В коммуне 15 августа особо празднуется Успение Пресвятой Богородицы.

## Население
Динамика населения: